# Mattawamkeag
Mattawamkeag est une ville située dans l’État américain du Maine, dans le comté de Penobscot.

## Géographie
| Medway (Maine)    |              | Macwahoc (Maine) |
| Woodville (Maine) | Mattawamkeag |                  |
| Chester (Maine)   | Winn (Maine) |                  |